# Walter D'Ávila
Walter D'Ávila (Porto Alegre, 29 de novembro de 1911 – Rio de Janeiro, 19 de abril de 1996) foi um ator e humorista brasileiro.

## Biografia
Começou no teatro e estreou na Rádio Sociedade Gaúcha de Porto Alegre em 1952. Foi para a televisão em 1957 na TV Rio e alcançou o sucesso no programa Praça da Alegria, comandado por Manuel de Nóbrega na TV Record como "O Sinfrônio", um homem que lia os livros mudando o som ou acentuação das palavras dando-lhes outros significados geralmente completamente errados. Outro personagem famoso foi o "Seu Obturado", que só conseguia entender as anedotas que lhe contavam muito tempo depois (normalmente no final do quadro humorístico).
Trabalhou em vários programas de humor ao lado de Jô Soares, Renato Corte Real e Chico Anysio e fez uma novela, Feijão Maravilha na TV Globo. Seu último trabalho foi em Escolinha do Professor Raimundo como o "Baltazar da Rocha".
Era irmão da também atriz e comediante Ema D'Ávila.

## Morte
Morreu de insuficiência cardíaca, às 10 horas e 50 minutos do dia 19 de abril de 1996, na Clínica Sorocaba, situada no bairro do Botafogo, no Rio de Janeiro, onde estava internado para tratamento de um câncer. Seu corpo foi sepultado no dia seguinte no Cemitério São João Batista.

## Filmografia

### Cinema
| Ano  | Título                                               | Personagem      |
| ---- | ---------------------------------------------------- | --------------- |
| 1935 | Noites Cariocas                                      | Jovem           |
| 1944 | Berlim na Batucada                                   | —               |
| 1945 | Pif-Paf                                              | Bagaceira       |
| 1946 | O Ébrio                                              | Primo Rego      |
| 1946 | Caídos do Céu                                        | Claudionor      |
| 1948 | Fogo na Canjica                                      | —               |
| 1949 | Pra Lá de Boa                                        | —               |
| 1950 | Um Beijo Roubado                                     | Apolo Silva     |
| 1951 | Loucos por Música                                    | —               |
| 1952 | João Gangorra                                        | João Gangorra   |
| 1953 | A Família Lero-Lero                                  | Aquiles Taveira |
| 1955 | Carnaval em Lá Maior                                 | Moreira         |
| 1957 | Na Corda Bamba (número musical com "As Melindrosas") | Cantor          |
| 1958 | É a Maior!                                           | Evaristo        |
| 1958 | No Mundo da Lua                                      | Matias/Zé       |
| 1960 | Pequeno por Fora                                     | —               |
| 1961 | Três Colegas de Batina                               | —               |
| 1970 | Motorista sem Limites                                | —               |
| 1974 | As Delícias da Vida                                  | —               |
| 1981 | O Golpe Mais Louco do Mundo                          | Fittipaldi      |